# Pierre Georget
Pierre Léon Gaston Georget (ur. 9 sierpnia 1917 w Châtellerault, zm. 1 sierpnia 1964 w Paryżu) – francuski kolarz torowy, dwukrotny medalista olimpijski oraz dwukrotny medalista mistrzostw świata.

## Kariera
Pierwszy sukces w karierze Pierre Georget osiągnął w 1936 roku, kiedy zdobył srebrny medal w sprincie indywidualnym amatorów podczas mistrzostw świata w Zurychu, ulegając jedynie Ariemu van Vlietowi z Holandii. W tym samym roku wystartował na igrzyskach olimpijskich w Berlinie, gdzie w wyścigu na 1 km był drugi za van Vlietem, a wspólnie z Georgesem Matonem zdobył brązowy medal w wyścigu tandemów. Na rozgrywanych rok później mistrzostwach świata w Kopenhadze Georget ponownie był drugi w sprincie, tym razem przegrywając z innym Holendrem  - Jefem van de Vijverem.
Jego ojciec Léon Georget i wuj Émile również byli kolarzami.